# Let's Dance with Papa
Let's dance with Papa (パパと踊ろう Papa to Odorou?) es un manga creado por Chuya Chikazawa. Fue adaptado a una serie de anime de una temporada de 16 episodios. Cada episodio tiene una duración de 6 o 10 minutos cada uno; fueron emitidos por la cadena TBS en el año 1999; en Latinoamérica (incluyendo Brasil), Portugal y España, en el año 2002 fue emitido por el canal de pago Locomotion, con doblajes en sus respectivos idiomas para cada país hechos en Miami.
La serie cuenta con un humor muy ácido y un amplio contenido sexual, así como el uso de palabras malsonantes.

## Historia
Relatan las aventuras de un padre irresponsable, depravado y alcohólico y sus dos hijos: Yoshiharu (un niño) y Fukko (una niña), dentro de la cotidianidad de la vida.
Situaciones totalmente fueras de lo común y por demás grotescas dan forma al mundo de la familia Amachi.
La historia envuelve a esta familia completamente fuera de lo normal. Shigeru Amachi (padre) es un padre irresponsable y nada dedicado, que gana mucho dinero en un juego, suficiente como para no trabajar para el resto de su vida, así pasa a vivir como siempre quiso: bebiendo y jugando.
Sus hijos Yoshiharu y Fukko, perdieron a su madre desde muy pequeños (aparentemente divorciados).
Yoshiharu es el más cuerdo de la casa, pero en el fondo y por momentos, es tan pervertido como su padre. Fukko es un calco de Shigeru, al punto de seguir sus ocurrencias la mayoría de las veces.

## Listas de Episodios
La siguiente lista de episodios lleva los nombres de los episodios dados en el doblaje al español para América Latina:
- 1. Malandro
- 2. La super pelota/Hormigueo
- 3. El hombre estable/Engañando brutos
- 4. La invasión de las cobras/El culo valiente
- 5. Pasajes del grupo de cuervos brea de la noche/El Rey de la noche
- 6. Un Hombre despistado/El pervertido
- 7. Pizza Tanaka
- 8. El vaivén/Sexto sentido
- 9. Parque de diversiones
- 10. Caliente/Ombligo
- 11. El duelo/El duelo, continuación
- 12. Devolución
- 13. Conejita/Carrera de caballos
- 14. Abre la boca/Olores
- 15. Tetas grandes/Cambio de ambiente
- 16. El juego de la suerte

## Tema de apertura
吉川晃司 [Koji Kikkawa] - 夏色の恋に着換えて "Natsuiro no koi ni kigaete".

## Reparto
- Xavier Coronel: Shigure Amachi
- Arianna López: Yoshiharu Amachi
- Patricia Azán: Fukko Amachi
- Margarita Coego: Youko / voces adicionales
- Laura Termini: Sra. Mie / Yuki / Chizu / voces adicionales
- Eduardo Wasveiler: Wen / voces adicionales
- Raúl Xiques: Long
- Jorge Luis García: Narración / Letreros / voces adicionales

## Voces adicionales
- Domenica Brazzi
- Rossana Cicconi
- Tomás Doval
- Frank Falcón
- Yamin Benarroch: Padre de Chizu
- Sergio Sáez: Polícia / Muriho Kita
- Verónica Rivas: Yoshiko